# Go ai XIX Giochi asiatici
Le competizioni di Go ai XIX Giochi asiatici si sono disputate tra il 24 settembre e il 3 ottobre 2023, e si sono composte di tre discipline, ciascuna che aggiudica una medaglia d'oro: la competizione maschile individuale, la competizione maschile a squadre, la competizione femminile a squadre.
Le partite si tengono con tempi di gioco pari a 1 ora, più 3 byo-yomi da 30 secondi; il komi è di 7,5.

## Programma
| P | Turni preliminari | ¼ | Quarti di finale | ½ | Semifinali | F | Finali |

| Eventi↓/Date →       | 24 Dom | 25 Lun | 26 Mar | 27 Mer | 28 Gio | 28 Gio | 29 Ven | 30 Sab | 1º Dom | 2 Lun | 3 Mar |
| -------------------- | ------ | ------ | ------ | ------ | ------ | ------ | ------ | ------ | ------ | ----- | ----- |
| Maschile individuale | P      | P      | P      | ¼      | ½      | F      |        |        |        |       |       |
| Maschile a squadre   |        |        |        |        |        |        | P      | P      | P      | ½     | F     |
| Femminile a squadre  |        |        |        |        |        |        | P      | P      | P      | ½     | F     |

## Partecipanti
Un totale di 83 atleti da 10 nazioni competono nel Go ai XIX Giochi asiatici, di cui 53 uomini e 30 donne.
| Nazione                     | Partecipanti | Uomini | Donne | Maschile individuale | Maschile a squadre | Femminile a squadre |
| --------------------------- | ------------ | ------ | ----- | -------------------- | ------------------ | ------------------- |
| Repubblica Popolare Cinese  | 10           | 6      | 4     | 2                    | 6                  | 4                   |
| Repubblica di Cina (Taipei) | 10           | 6      | 4     | 2                    | 6                  | 4                   |
| Corea del Sud               | 10           | 6      | 4     | 2                    | 6                  | 4                   |
| Giappone                    | 8            | 5      | 3     | 2                    | 5                  | 3                   |
| Hong Kong                   | 10           | 6      | 4     | 2                    | 6                  | 4                   |
| Macao                       | 2            | 2      |       | 2                    |                    |                     |
| Malesia                     | 10           | 6      | 4     | 2                    | 6                  | 4                   |
| Mongolia                    | 8            | 5      | 3     |                      | 5                  | 3                   |
| Singapore                   | 5            | 5      |       | 2                    | 5                  |                     |
| Tailandia                   | 10           | 6      | 4     | 2                    | 6                  | 4                   |
| Totale                      | 83           | 53     | 30    | 18                   | 51                 | 30                  |

## Podi
| Evento                      | Oro | Argento                                                                                  | Bronzo                                                                                    |
| Torneo maschile individuale | Xu Haohong 9p | Ke Jie 9p                                                                                | Shin Jin-seo                                                                              |
| Torneo maschile a squadre   | Corea del Sud Byun Sang-il 9p Kim Myeong-hun 9p Park Jung-hwan 9p Shin Jin-seo 9p Shin Min-jun 9p Lee Ji-hyun 9p | Cina Li Qincheng 9p Zhao Chenyu 9p Mi Yuting 9p Yang Dingxin 9p Ke Jie 9p Yang Kaiwen 9p | Giappone Seki Kotaro 9p Shibano Toramaru 9p Ichiriki Ryō 9p Sada Atsushi 7p Iyama Yūta 9p |
| Torneo femminile a squadre  | Cina Wu Yiming 5p Yu Zhiying 7p Li He 5p Wang Yubo 5p                                                            | Corea del Sud Kim Eun-ji 7p O Yu-jin 9p Choi Jeong 9p Kim Chae-yeong 8p                  | Giappone Ueno Asami 5p Ueno Risa 2p Fujisawa Rina 6p                                      |

## Medagliere
| Pos.   | Paese         | Oro | Argento | Bronzo | Totale |
| ------ | ------------- | --- | ------- | ------ | ------ |
| 1      | Cina          | 1   | 2       | 0      | 3      |
| 2      | Corea del Sud | 1   | 1       | 1      | 3      |
| 3      | Taipei cinese | 1   | 0       | 0      | 1      |
| 4      | Giappone      | 0   | 0       | 2      | 2      |
| Totale | Totale        | 3   | 3       | 3      | 9      |